# Krzyż Mannerheima
Krzyż Mannerheima (fin. Mannerheim-risti, szw. Mannerheimkorset) – dwuklasowe odznaczenie wojenne Republiki Finlandii, będące jednocześnie specjalnymi klasami Orderu Krzyża Wolności. W latach 1941–1945 krzyż był nadany tylko 191 osobom.

## Historia i insygnia
Odznaczenie zostało ustanowione 16 grudnia 1940 roku przez prezydenta Finlandii Kyösti Kallio po zakończeniu tzw. wojny zimowej jako osobna klasa Orderu Krzyża Wolności i otrzymało swą nazwę na cześć głównodowodzącego fińskimi siłami zbrojnymi marsz. Gustawa Mannerheima. Obecnie nie nadawane, mogło zostać przyznane żołnierzowi narodowości fińskiej w czasie wojny, niezależnie od rangi wojskowej, za szczególne męstwo, decydujące czyny w czasie boju i za zasługi w dowodzeniu.

## Podział na klasy ich wygląd
Order posiadał dwie klasy noszone w odmienny sposób:
- I Klasa – na wstędze na szyi,
- II Klasa – na agrafie na lewej piersi bez wstążki.

Oznaka I klasy to emaliowany na czarno krzyż typu kawalerskiego. Na ramionach krzyża znajdowała się złota prosta swastyka, jeden z symboli ludowych Finlandii, w medalionie środkowym awersu znajdowała się fińska Biała Róża, drugi symbol narodowy. Rewers był nieemaliowany i nosił datę nadania. Zawieszką był złoty owalny wieniec z liści dębowych, z którego wyłaniały się dwa ramiona trzymające z prawej strony prosty miecz, z lewej zakrzywioną szablę, co symbolizowało odwieczną walkę między Wschodem a Zachodem i nawiązywało do herbu utraconej przez Finlandię parę razy (1721, 1940, 1945) Karelii.
Wstęga orderowa I Klasy była czerwona z obustronnymi pojedynczymi białymi bordiurami.
Noszona na piersi II Klasa orderu posiadała tę samą oznakę co I Klasa, ale dębowy wieniec zawieszki umieszczony był tutaj naokoło medalionu awersu. Ponowne nadanie II Klasy oznaczano skrzyżowanymi buławami (laskami) marszałkowskimi umieszczanymi nad krzyżem.
Różnicą między Krzyżem Wolności a Krzyżem Mannerheima był kolor emalii krzyża: czteroklasowy Krzyż Wolności był emaliowany na niebiesko lub na biało i mógł być nadawany bez wieńca z liści dębowych, Krzyż Mannerheima był czarny i zawsze ozdobiony wieńcem.

## Kolejność starszeństwa
Aktualnie w fińskiej kolejności starszeństwa oficjalnych odznaczeń Krzyż Mannerheima I Klasy jest noszony po Krzyżu Wielkim Orderu Lwa Finlandii, a przed Orderem Krzyża Wolności I Klasy z Gwiazdą, a Krzyż Mannerheima II Klasy po Krzyżu Komandorskim I Klasy Orderu Lwa Finlandii, a przed Orderem Krzyża Wolności I Klasy.

## Odznaczeni
Krzyż I klasy otrzymały tylko dwie osoby, sam marszałek Mannerheim oraz generał piechoty Erik Heinrichs (w 1944). Mannerheim otrzymał obie klasy 7 października 1941.
Łącznie krzyż otrzymało 191 osób, w tym cztery dwukrotnie.
Kawalerowie krzyża mieli prawo do tytułu „Kawaler Krzyża Mannerheima” (Mannerheim-ristin ritari, Riddare av Mannerheimkorset) i otrzymywali przy nadaniu dotację wysokości 50 tys. marek fińskich, wówczas odpowiednik rocznego żołdu porucznika.
Od czasu prezydentury Martti Ahtisaari Kawalerowie byli zawsze zapraszani na wszystkie uroczystości państwowe i mieli pierwszeństwo przed wszystkimi innymi gośćmi. Najstarszy z nich, Onni Määttänen, otrzymał order w roku 1943 i zmarł w 2010 roku mając 102 lata. Ostatni żyjący kawaler Krzyża Mannerheima – kapitan Tuomas Gerdt (odznaczony Krzyżem numer 95) zmarł 1 listopada 2020 roku.